# ニュースルーム
『ニュースルーム』（The Newsroom）は、2012年から2014年までHBOで放送されたアーロン・ソーキン企画・脚本のアメリカ合衆国のテレビドラマである。シリーズは、架空のテレビ局であるアトランティス・ケーブル・ニュース（ACN）の舞台裏を描き、ジェフ・ダニエルズ演じるウィル・マカヴォイを中心とするアンサンブル作品となっている。第3シーズンをもって放送は終了した。

## シリーズ概要
シリーズでは、架空のテレビ局であるアトランティス・ケーブル・ニュース（ACN）の舞台裏を背景とし、『ニュース・ナイト』のアンカーのウィル・マカヴォイ、マカヴォイの元恋人で新人エグゼクティブ・プロデューサーのマッケンジー・マクヘイル、スタッフのジム、マギー、スローン、ニール、ドン、彼らの上司のチャーリー・スキナーの人間模様が描かれる。

## キャスト
※括弧内は日本語吹替

### 主要キャスト
- ウィリアム“ウィル”・ダンカン・マカヴォイ - ジェフ・ダニエルズ[4][5]（郷田ほづみ）
- マッケンジー“マック”・マクヘール - エミリー・モーティマー[4]（石塚理恵）
- ジェーズ“ジム”・ハーパー - ジョン・ギャラガー・Jr[6]（川中子雅人）
- マーガレット“マギー”・ジョーダン - アリソン・ピル[7]（冠野智美）
- ドナルド“ドン”・キーファー - トーマス・サドスキー[8]（神奈延年）
- ニーラマニ“ニール”・サンパット - デーヴ・パテール（逢笠恵祐）
- スローン・サビス - オリヴィア・マン[8]（ちふゆ）
- チャールズ“チャーリー”・スキナー - サム・ウォーターストン[9]（清川元夢）

### 準キャスト
- レオナ・ランシング - ジェーン・フォンダ[3]（鳳芳野）
- リース・ランシング - クリス・メッシーナ
- ケンドラ・ジェームス - アディナ・ポーター（英語版）
- エリオット・ハーシュ - デヴィッド・ハーバー（菅原正志）
- ニーナ・ハワード - ホープ・デイヴィス
- テス・ウェスティン - マーガレット・ジャドソン（英語版）
- ゲイリー・クーパー - クリス・チョーク
- マーティン・ストールワース - トーマス・マシューズ
- タマラ・ハート - ウィン・エヴァレット（英語版）
- ウェイド・キャンベル - ジョン・テニー
- ロニー・チャーチ - テリー・クルーズ
- ケイリー - ナタリー・モラレス
- リサ・ランバート - ケレン・コールマン（英語版）
- ジャック・ハビブ - デヴィッド・クラムホルツ
- ポール・シュナイダー
- ソロモン・ハンコック - スティーヴン・マッキンレー・ヘンダーソン
- ライリー・ヴォーケル
- パットン・オズワルト[10]
- グレイス・ガマー[11]
- レベッカ・ハリデー - マーシャ・ゲイ・ハーデン[12]（高島雅羅）
- コンスタンス・ジマー（英語版）[13]

## 製作

### 企画
2009年4月、『エンターテインメント・ウィークリー』は当時『ソーシャル・ネットワーク』の脚本執筆中であったソーキンがケーブルニュース番組の舞台裏を描いた新テレビドラマを検討していることを報じた。ソーキンは架空のテレビ番組のカメラの裏側を描いたシリーズ『Sports Night』と『Studio 60 on the Sunset Strip』を企画した経験もあった。2010年以降、ソーキンとHBOとのあいだでの交渉が報じられた。2011年1月、ソーキンはBBC Newsでプロジェクトを明らかにした。
ケーブルニュース界を研究するため、ソーキンは2010年にMSNBCの『Countdown with Keith Olbermann』にオフカメラ・ゲストとして参加し、また『Parker Spitzer』にゲスト出演した際にスタッフに質問をした。彼はまた『Hardball with Chris Matthews』、FOXニュースとCNNの番組のシャドーイングをした。ソーキンは『TV Guide』誌で、メディアの少ないシニカルな見方をするように意図したと語った。ソーキンは以前のシリーズのように架空のニュースに対してのキャラクターの反応を描くのではなく、『ニュースルーム』では現実のニュースを出すことでリアリズムを与えるのだと判断した。
2011年1月、HBOは『More as This Story Develops』の題でパイロット版を発注した。また『ソーシャル・ネットワーク』のスコット・ルーディンが製作総指揮として契約した。ルーディンが本作以前に唯一手がけたテレビシリーズは『Clueless』のみであった。6月までにジェフ・ダニエルズ、エミリー・モーティマー、サム・ウォーターストン、オリヴィア・マン、デーヴ・パテールがキャストに加わり、グレッグ・モットーラがパイロット版の監督契約を交わした。パイロット版の脚本はいくつかの報道機関によって得られたと後に報じられた。
2011年9月8日、HBOはシーズン全10話を発注し、2012年夏放送開始が報じられた。第2話が放送された翌日、HBOは第2シーズンの製作を発表した。

### シリーズのタイトル
パイロット版の企画中、プロジェクトのタイトルは暫定的に『More as This Story Develops』とされていた。2011年11月29日、HBOは米国特許商標庁に「The Newsroom」の商標を申請した。新しい名前はすぐにCBCで放送されたケン・フィンクルマン企画のカナダの同名のコメディシリーズと比較された。シリーズの名称は2011年12月21日にHBOの2012年の番組のプロモーションの際に『The Newsroom』であると確認された。

### キャスティング
2011年3月、ジェフ・ダニエルズが主演にキャスティングされた。2011年4月、アリソン・ピルとオリヴィア・マンとの交渉に入っていると報じられた。架空のエグゼクティブプロデューサー役として当初はマリサ・トメイへ依頼されていたが、失敗に終わった。2011年5月、トメイの役柄はエミリー・モーティマーに代わった。また5月にはサム・ウォーターストンがプロジェクトに参加した。2011年6月、ジョン・ギャラガー・Jr、トーマス・サドスキー、ジョシュ・ペンス、デーヴ・パテールがキャストに追加された。
『New York』は、ソーキンは当初、MSNBCの司会者のクリス・マシューズとアンドリュー・ブライトバートを円卓討論の場面に登場させることを計画していたことを報じた。しかしながらこの案はMSNBCによって阻止された。クリス・マシューズの息子のトーマスは、架空の番組のアソシエイトプロデューサーのマーティン・ストールワース役でキャストに加わった。
シリーズがピックアップされてから3ヶ月後、架空のネットワークの親会社のCEOであるレオナ・ランシング役を務める契約を交わした。フォンダはターナー・ブロードキャスティング・システムとCNNの創業者であるテッド・ターナーと10年にわたって結婚していた。ランシングという役はフォンダの元夫の女性版であると一部のオブザーバーによって宣伝された。「レオナ・ランシング」という名前は不動産実業家のレオナ・ヘルムズリーとパラマウント映画元CEOのシェリー・ランシングに由来している。
ジョン・テニーはマッケンジーの彼氏のウェイド役でゲスト出演した。ナタリー・モラレスはニールの彼女のケイリー役でゲスト出演した。テリー・クルーズはウィルのボイディガードのロニーを演じた。
ローズマリー・デウィットは当初、第2シーズンでレベッカ・ハリデイ役にキャスティングされたが、スケジュールの都合で降板を余儀なくされた。この役割は再キャスティングされ、元のキャラクターの場面は新しい女優によって再撮影される。

### 撮影
『ニュースルーム』のセットはハリウッドのサンセット・ガワー・スタジオに設置された。アトランティス・ワールド・メディアの建物はバンク・オブ・アメリカ・タワーであり、CGIによって名前が変更された。製作は2011年秋に開始された。各エピソードの撮影スケジュールは、従来のテレビシリーズが6日から7日であるのに対し、本作は高密度の会話のために9日間の予定で組まれた。

### スタッフ
『ニュースルーム』は他の多くのテレビシリーズと違い、少数の脚本家によって書かれており、第1シーズンのクレジット数は10人以下に留まった。ソーキンは第2シーズンでは第1シーズンの脚本家の多くを変えることを計画していると報じられたが、彼はこれを否定した。

## エピソード
『ニュースルーム』の各エピソードではメキシコ湾原油流出事故、福島第一原子力発電所事故、ウサーマ・ビン・ラーディンの殺害といった現実に発生したニュースが取り扱われている。

## 放送
『ニュースルーム』は2012年6月24日にHBOによりアメリカ合衆国で初回が放送された。初回の視聴者数は210万人であり、これは2008年以降のHBOのシリーズ初回としては最も見られたものひとつである。また第1話はHBO.com、iTunes、YouTube、その他無料オンデマンドサービスを含む複数のプラットフォームで無料で公開された。

### 国際放送
番組はHBO Canadaで同時に放送されている。イギリスとアイルランドではアメリカ合衆国と2週遅れの2012年7月10日よりSky Atlanticで放送開始された。ドイツとオーストリアではアメリカ合衆国での初回放送の翌日の2012年6月25日にビデオオンデマンドサービスのSky Goで初公開され、1日遅れでSky Anytimeでオリジナル英語版が放送される。ドイツ語版は2012年秋よりSky Atlantic HDで放送される。HBO Hungaryでもまたアメリカ合衆国と1日遅れでハンガリー語字幕版が、2012年7月30日よりハンガリー語吹替え版が始まった。イスラエルではyes Ohで2012年6月30日に初回が放送された。オランダではHBOより2012年7月2日に初回が放送された。ポーランドでは2012年7月16日にHBOでシリーズが開始された。ブラジルでは2012年8月5日よりHBOでシリーズが開始された。ニュージーランドでは2012年8月13日にSKY NZのSoHo channelで初回が放送された。オーストラリアでは2012年8月20日にSoHo channelで開始された。ブルガリアではHBO Bulgariaにより2012年6月25日にブルガリア語字幕版が開始された 。トルコでは2012年9月16日にCNBC-eで初回が放送された。日本では2013年3月1日にWOWOWで第1話が無料で先行された後、同年4月より通常放送が開始される。

## 受賞とノミネート
第70回ゴールデングローブ賞ではドラマシリーズ部門で作品賞と主演男優賞（ジェフ・ダニエルズ）にノミネートされた。ダニエルズはまた、第19回全米映画俳優組合賞でドラマシリーズ男優賞にノミネートされた。